# Поздино (Вологодская область)
Поздино — деревня в Вашкинском районе Вологодской области.
Входит в состав Киснемского сельского поселения, с точки зрения административно-территориального деления — в Киснемский сельсовет.
Расстояние по автодороге до районного центра Липина Бора — 21 км, до центра муниципального образования села Троицкое — 5 км. Ближайшие населённые пункты — Васильево, Гаврилово-2, Данькино, Маурино, Мякишево, Подгорская, Сухарево, Чертеж.
По переписи 2002 года население — 10 человек.